# Ara hyacintový
Ara hyacintový (Anodorhynchus hyacinthinus) je největším ptákem z rodu Anodorhynchus a zároveň největším papouškem schopným letu. Je celý kobaltově modrý, pouze kolem očí a na bradě má žlutou barvu. Uvádí se, že v dospělosti (po 12.–15. roce života) dokáže rozlousknout i kokosový ořech. Přezdívá se mu modrý král zelené Brazílie.
Zajímavostí tohoto druhu je, že po osprchování vodou jeho peří mění barvu z modré na zelenou, po oschnutí zpět na modrou.

## Popis

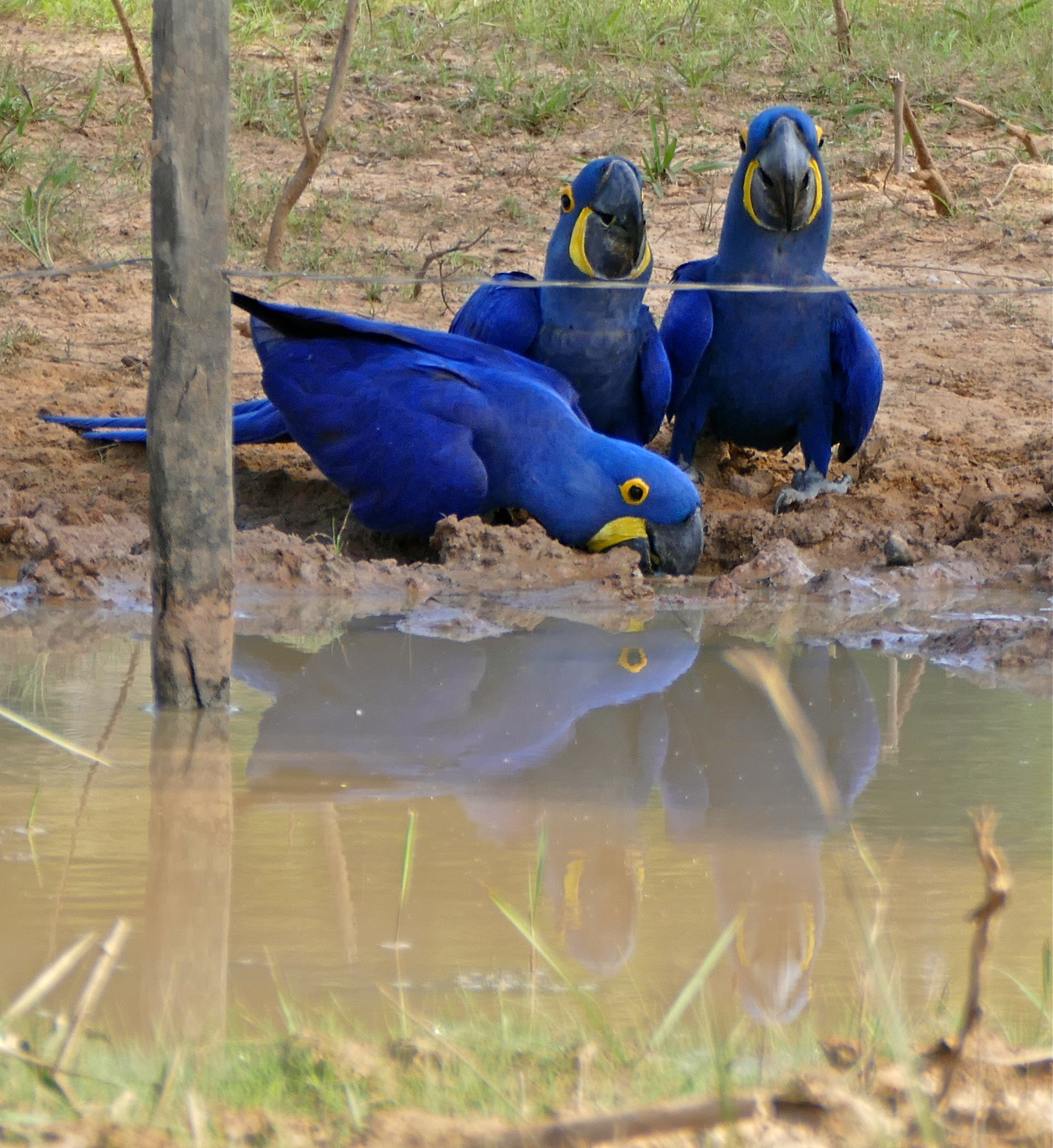
Anodorhynchus hyacinthinus

Základní zbarvení je tmavě kobaltově modré, nahé oční okruží a holý pruh kůže u kořene zobáku jsou žluté, zobák šedočerný, nohy šedé. Dosahuje velikosti až 100 cm, je největším papouškem schopným letu. Dospělý jedinec v zajetí váží kolem 1250 gramů. Průměrná délka života se odhaduje na 60 let.

## Rozšíření
Ara hyacintový původně obýval velké oblasti deštných pralesů Jižní Ameriky, ale ničení jeho životního prostředí a nelegální odchyt ptáků způsobilo, že dnes přežívá ve třech oddělených populacích, v jižní Brazílii, východní Bolívii a v severovýchodní Paraguayi, a je klasifikován jako ohrožený druh.

## Prostředí
Otevřené a polootevřené krajiny s porostem vysokých stromů, záplavové oblasti, kde se hladina zvyšuje až o 16m, savany s porostem palem a s množstvím skalních útvarů, ve kterých hnízdí.

## Rozmnožování
Pohlavní dospělosti dosahují až v sedmém roce života. Přirozeně hnízdí v dutinách velkých stromů, v přímořských oblastech však zahnízdí i ve škvírách na stěnách útesů. Samec po dobu inkubace obstarává pro samici krmivo. Oba musí svá vajíčka chránit před predátory, nejčastěji jimi bývají nosálové, tukani nebo jestřábi a sojky. Samice snáší 2–3 vejce, mláďata se líhnou po 28 dnech. Rodiče o mladé pečují následující 4 měsíce, další měsíc je rodiče ještě uvykají na pobyt v pralese. Mláďata mají stejné zbarvení jako dospělí jedinci a osamostatní se až po šesti měsících rodičovské péče.

## Potrava
Ara hyacintový je specializovaný na plody a ořechy různých palem (Syagrus comosa a Attalea funifera), dále pak jeho potravu tvoří zelenina a ovoce, kde žijí.
Neobvyklý je jejich sběr potravy na zemi, jeden druh palmy, jejíž ořechy se živí, má totiž celý kmen pod zemí a z ní ční jen vějíř větví s plody. Jejich zobáky jsou uzpůsobené k otevírání tvrdých ořechů, ale přesto běžně vybírají tyto ořechy z trusu dobytka, který je částečně natráví. Běžné není ani hnízdění ve skalních dutinách.

## Status
V některých místech relativně hojný, ale na větší části původního výskytu již vyhubený. Je zranitelným druhem a celkové počty se odhadují na cca 4300 jedinců. Od roku 1987 je zapsán v druhém dodatku seznamu CITES – úplný zákaz volného obchodování. V roce 2014 byl přeřazen z kategorie „ohrožený“ (EN) do kategorie „zranitelný“ (VU).

## Chov v zoo
Jako první chovala aru hyacintového londýnská zoo v roce 1867. První mládě se vylíhlo v roce 1968 v Chicagu a první úspěšné odchovy jsou známy z Kóbe (1968) a z Chicaga (1971). V září 2019 byl tento druh chován přibližně v 90 evropských zoo.
V rámci Česka byl ara hyacintový v září 2019 chován v sedmi zoo:
- Zoo Jihlava
- Zoo Liberec
- Zoo Ostrava
- Zoo Praha
- Zoo Ústí nad Labem
- Zoo Zlín
- Zoo Plasy

Na Slovensku byl na počátku roku 2020 chován v Zoo Bojnice.

### Chov v Zoo Praha
Arové hyacintoví se v historii Zoo Praha objevili několikrát. Záznamy jsou z let 1951 až 1955 a 1978 až 1990. Současný chov započal v roce 2010. Tehdy zoo získala jedince zabavené Českou inspekcí životního prostředí. V roce 2014 byla dovezena samice ze Zoo Odense v Dánsku. Ke konci roku 2018 byli chováni čtyři jedinci (dva samci a dvě samice).
Od 28. 9. 2019 je tento druh k vidění v novém Rákosově pavilonu exotických ptáků, a to konkrétně v expozici Pantanal.

## Galerie

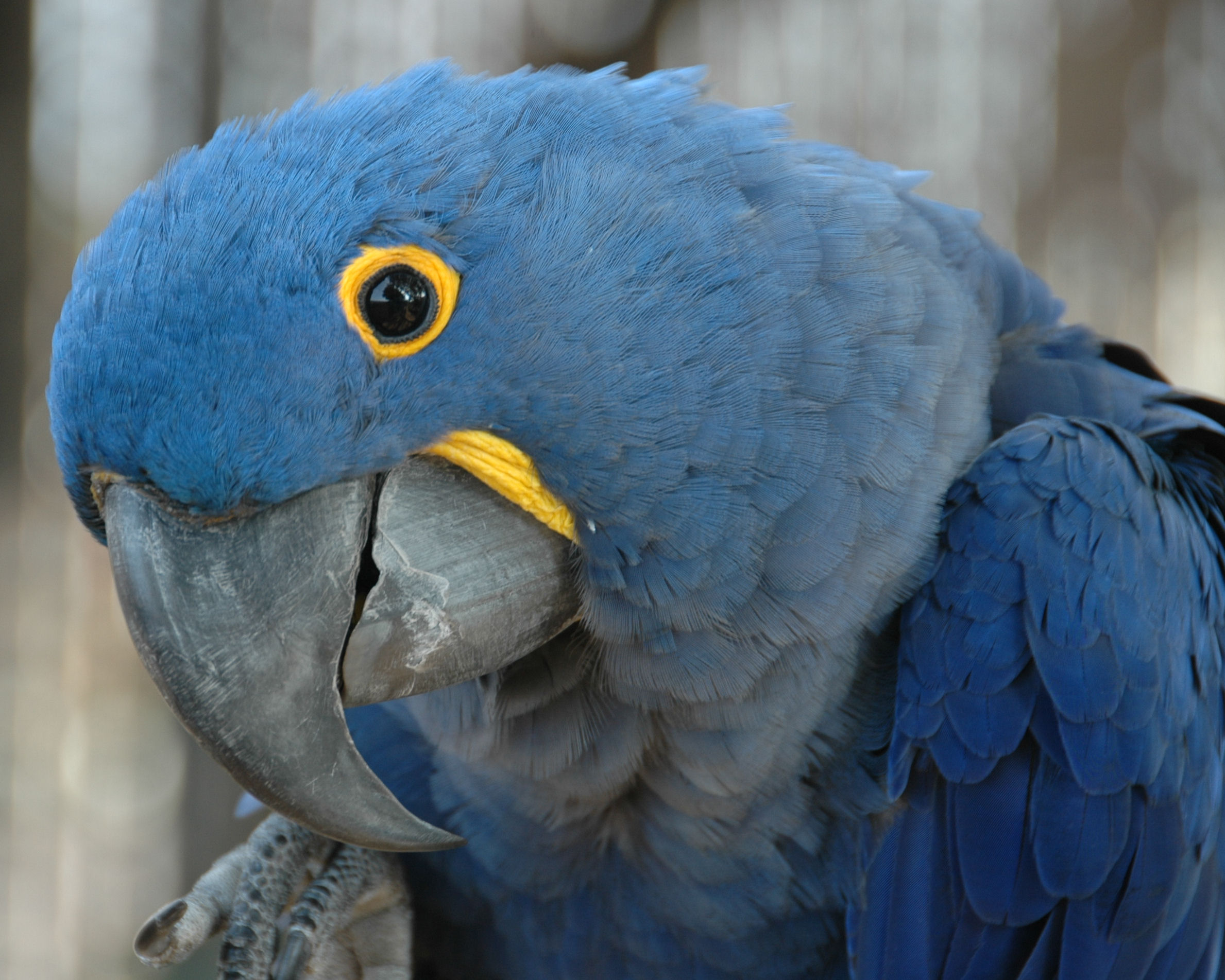
Anodorhynchus hyacinthinus
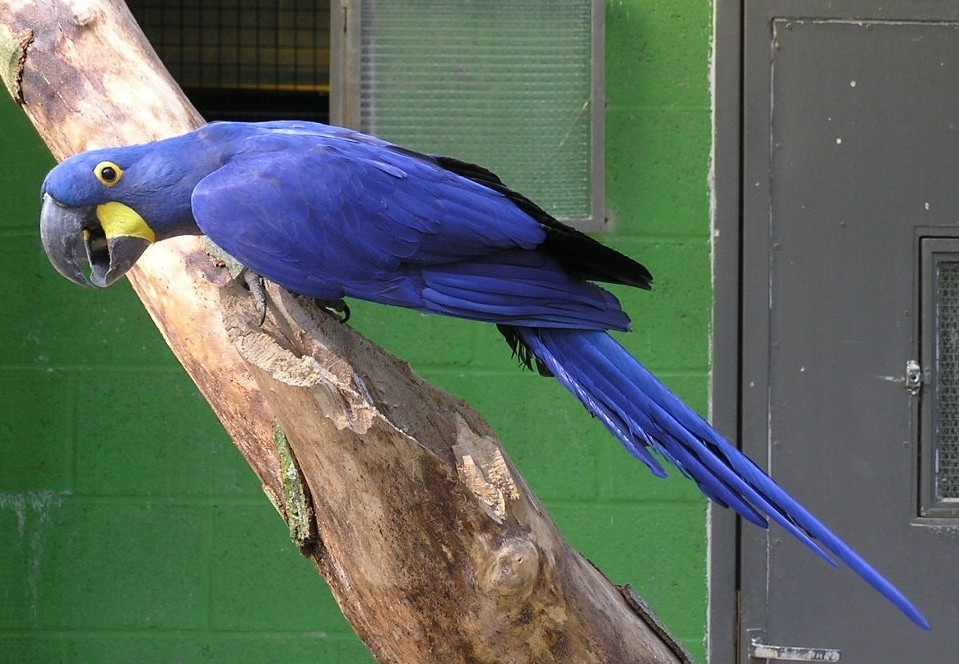
Anodorhynchus hyacinthinus
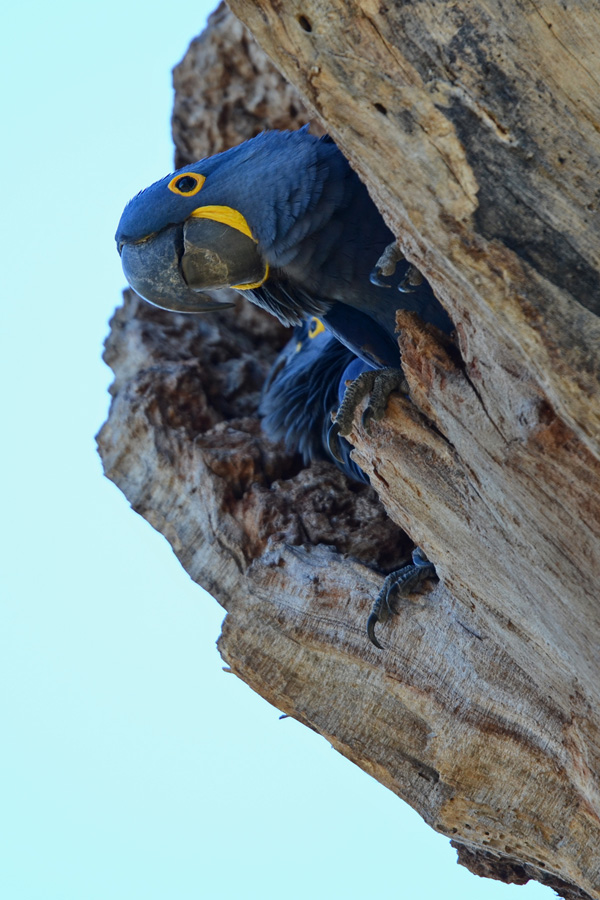
Anodorhynchus hyacinthinus
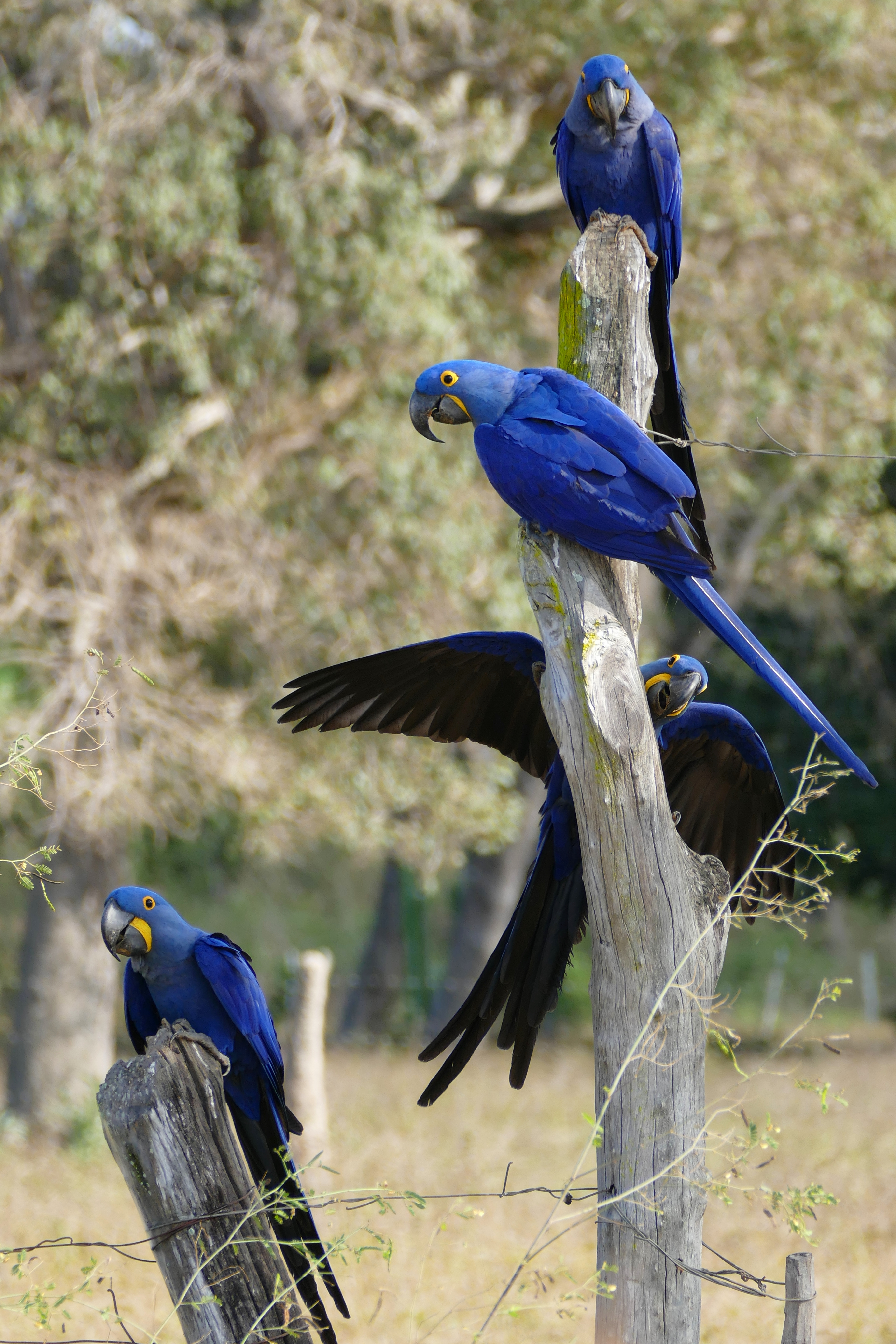
Anodorhynchus hyacinthinus
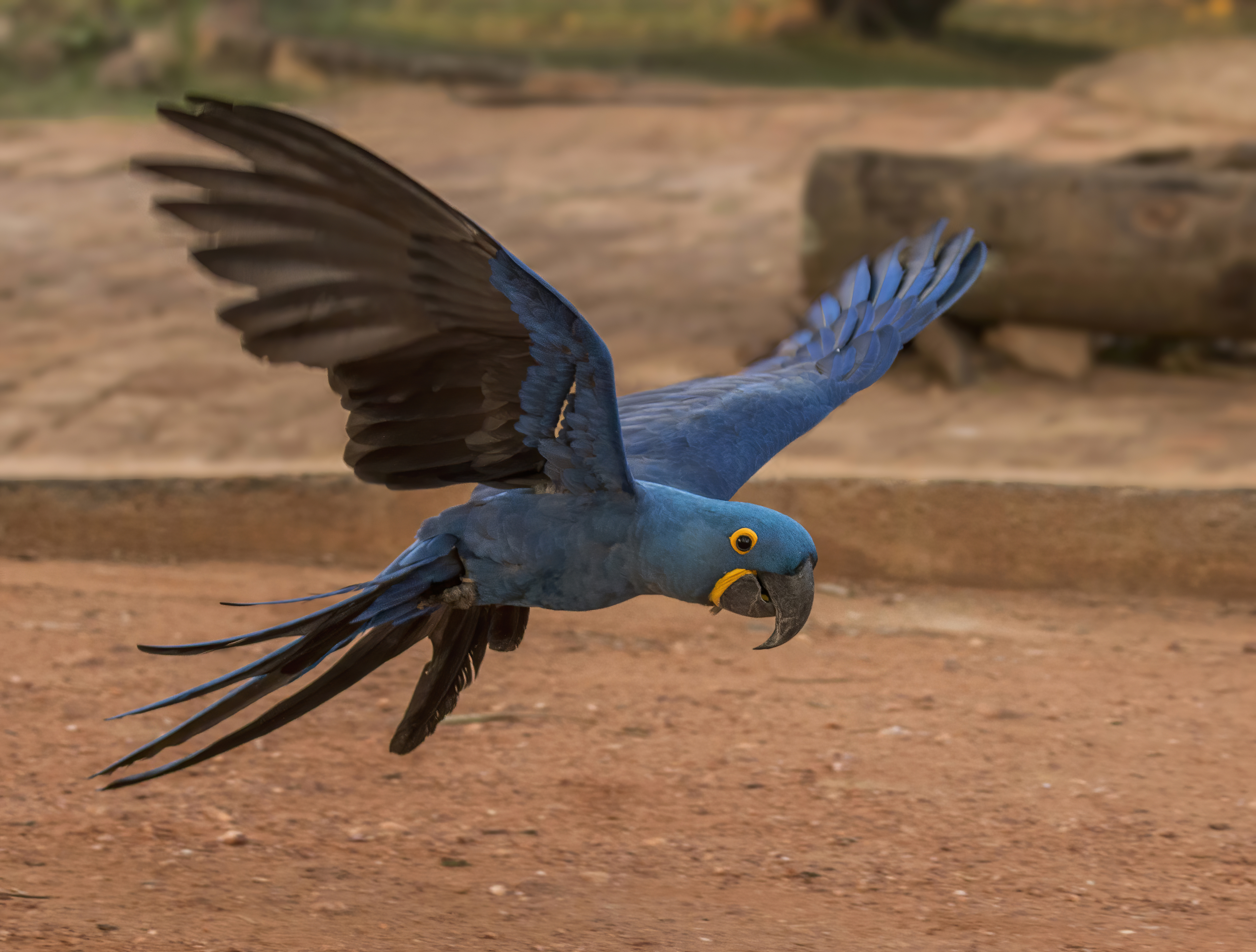
Anodorhynchus hyacinthinus